# しゅげーハイ!!!
「しゅげーハイ!!!」は、2023年7月5日に配信リリースされた花譜×ケンモチヒデフミの楽曲である。花譜のリアルアーティストとのコラボ企画である「組曲」の第13弾である。ミュージックビデオは同日20時に花譜のYouTubeチャンネルで公開された。
2024年4月5日にリリース（3月22日に先行販売）されたアルバム『組曲』に収録された。

## 概要
「組曲」は花譜の活動3周年記念プロジェクトとして始動しているリアルアーティストとのコラボ企画である。本作はその第13弾として制作された。
水曜日のカンパネラのサウンドプロデューサーであるケンモチヒデフミが作詞・作曲およびサウンドプロデュースを行った。
本楽曲は花譜が好きな手芸がテーマとなっている。ケンモチが花譜にインタビューをして制作された。花譜が手芸にハマっているという情報を基に、モノを作り上げるときにやってくる楽しさや苦悩、自分自身との対話などをその行為を繰り返すうちに「ハイ」になってくるような脳内の様子を物語調で描いた歌詞となっている。アルバム『組曲』の特典ディスクには、花譜が「組曲」を振り返るオリジナルトーク番組「組話はなしにはなさかふ」が収録され、ゲストであるケンモチ・たなか・小島英也（ORESAMA）と対談した。
ケンモチが花譜のラップを聴いてみたいということから制作され、花譜としては珍しいラップ調の楽曲となっている。HIPHOPサブジャンルのドリルが取り入れられ、パンチの効いたベースに花譜のラップが乗るという構成になっている。ケンモチ自身の歌声もサウンドに取り入れられている。TOWER RECORDSの音楽ガイドメディア「Mikiki」のライター月の人は、この点について、同時代のポップやラップ、ダンスミュージックを常に意識しながらも、どんな題材でも歌詞で扱えるという点に強いオリジナリティがあると考察している。

## 森カリオペとのコラボレーション
2024年1月14日に国立代々木競技場第一体育館で開催された神椿代々木決戦二〇二四『花譜 4th ONE-MAN LIVE「怪歌」』では、ホロライブのラッパーである森カリオペをゲストに迎え、「しゅげーハイ!!! feat. Mori Calliope」としてコラボセッションが披露された。森カリオペの英語ラップアレンジとなっている。OPEN MIC by JIM BEAMとのコラボレーションとしてセッションが企画された。ライブ映像は2024年3月22日にYouTubeチャンネル「OPEN MIC by JIM BEAM」で公開された。3月29日には花譜による副音声付きの動画も公開された。なお、森カリオペは『ONE PIECE』106巻のテーマソング「未来島 ～Future Island～」でケンモチに楽曲提供を受けているというつながりがある。